# European Robotic Arm

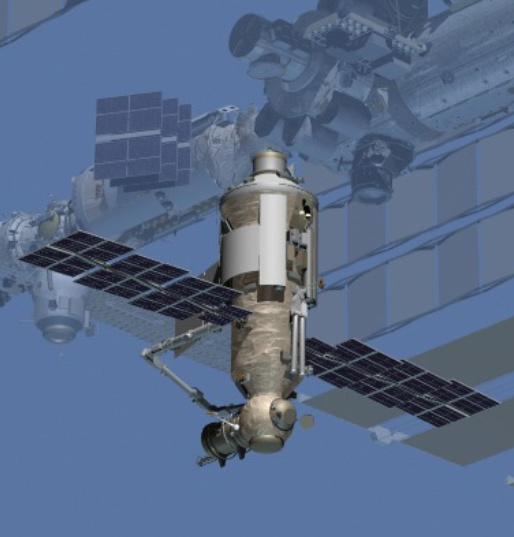
Wielozadaniowy Moduł Laboratoryjny zadokowany do MSK, na dole doczepione ERA (wizja artystyczna)

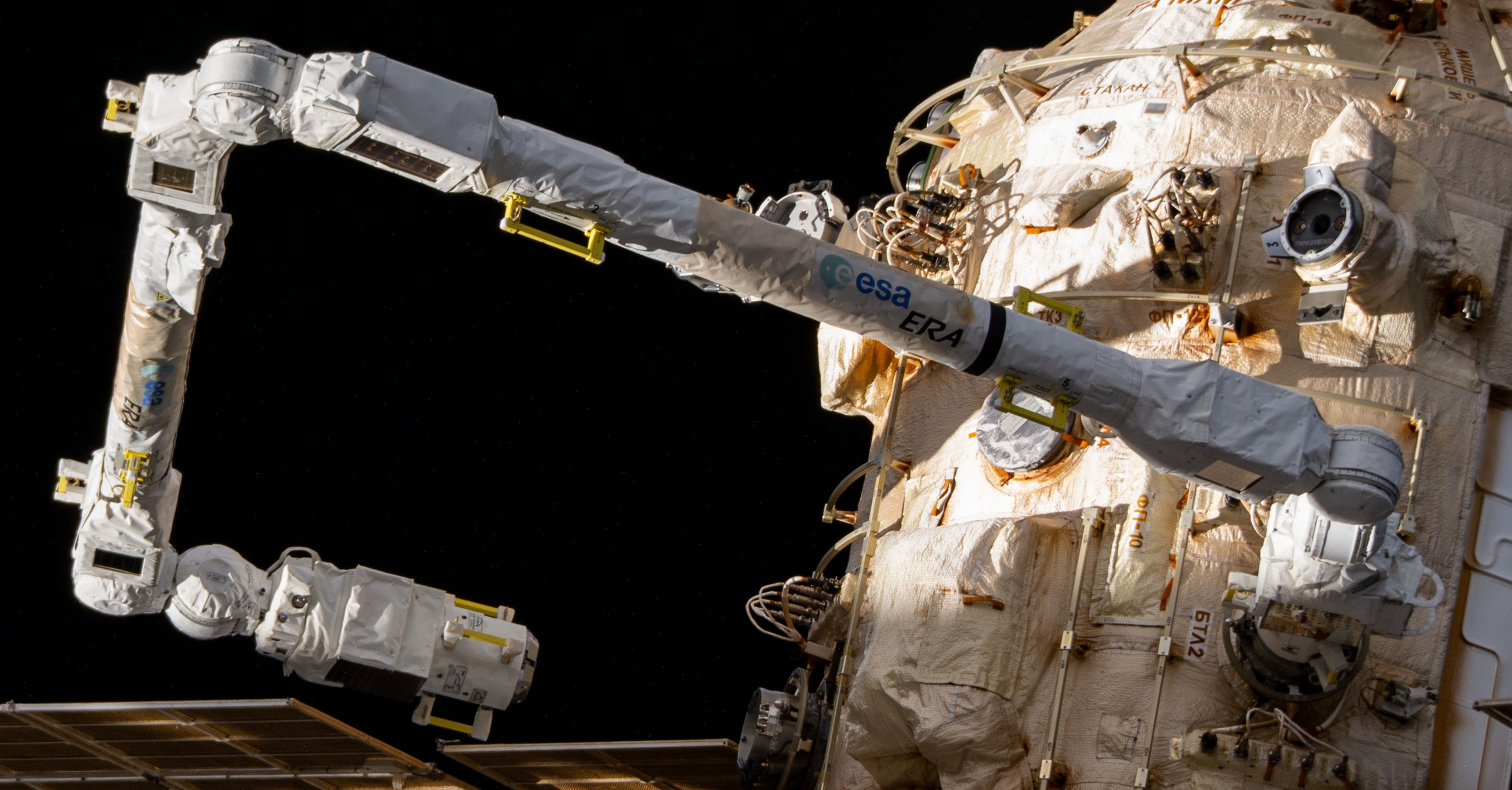

European Robotic Arm (ERA) – robotyczny manipulator, który został przymocowany do rosyjskiego modułu Nauka Międzynarodowej Stacji Kosmicznej.
Dźwig ERA został zaprojektowany i zbudowany przez konsorcjum przedsiębiorstw z ośmiu państw europejskich, którym przewodził Dutch Space (Leiden, Holandia) w imieniu Europejskiej Agencji Kosmicznej (etap budowy zakończył się w 2005 roku).
European Robotic Arm zostało wyniesione na orbitę okołoziemską przymocowane do MLM Nauka, a wyniesione przez rosyjską rakietę Proton-M. Ten rosyjski moduł stacji będzie również służył jako baza dla ERA podczas funkcjonowania. Prace nad modułem Nauka się dłużyły, w związku z czym data wyniesienia go w kosmos wraz z Europejskim Ramieniem Robotycznym była wielokrotnie przekładana. W maju 2014 przewidywano, że start nastąpi najwcześniej pod koniec 2015 roku. Później przewidywano start na grudzień 2017. Start rakiety z ładunkiem odbył się 21 lipca 2021 r. Ostatecznie Nauka z ERA zadokowała do MSK 29 lipca 2021 roku.

## Główne własności i zadania
Mechaniczne ramię ma kilka interesujących cech charakterystycznych. Najbardziej wyróżniającą własnością jest jego zdolność do samodzielnego „chodzenia” po zewnętrznym poszyciu stacji, poprzez przyłączanie/odłączanie się do/od specjalnych wsporników oraz jego umiejętność do przeprowadzania wielu zadań automatycznie lub półautomatycznie, tym samym, pozwalając operatorowi-kosmonaucie na wykonywanie innych czynności. 
Do zadań ERA należy:

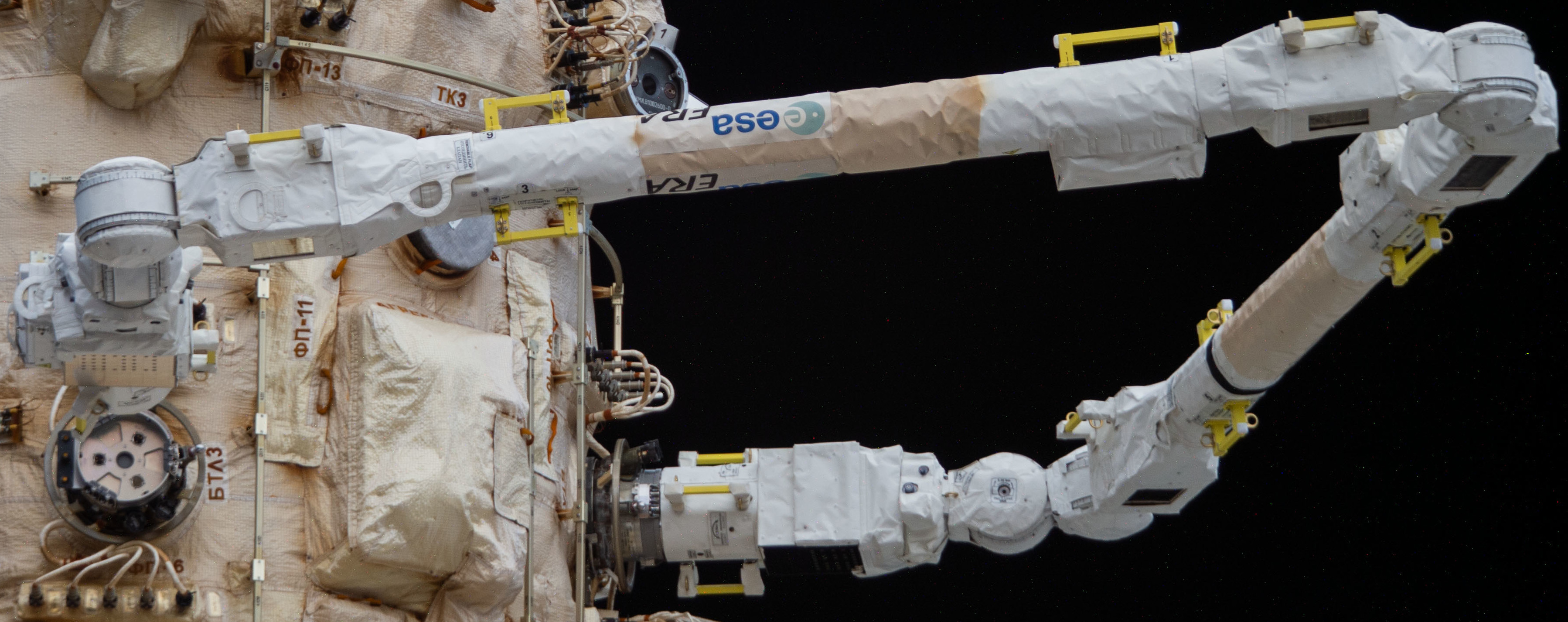

- instalacja i rozłożenie paneli baterii słonecznych,
- wymiana paneli baterii słonecznych,
- pomoc przy naprawach i przeglądach stacji kosmicznej,
- przenoszenie dużych elementów (ładunków) w obrębie rosyjskich modułów,
- pomoc przy przemieszczaniu się kosmonautów odbywających spacery kosmiczne.

Na Międzynarodowej Stacji Kosmicznej jest już jeden, większy manipulator – Canadarm2, ale ze względu na inny typ wsporników-interfejsów oraz inny system chwytny tamten dźwig nie może być używany w rosyjskiej części MSK. 

## Sterowanie ERA

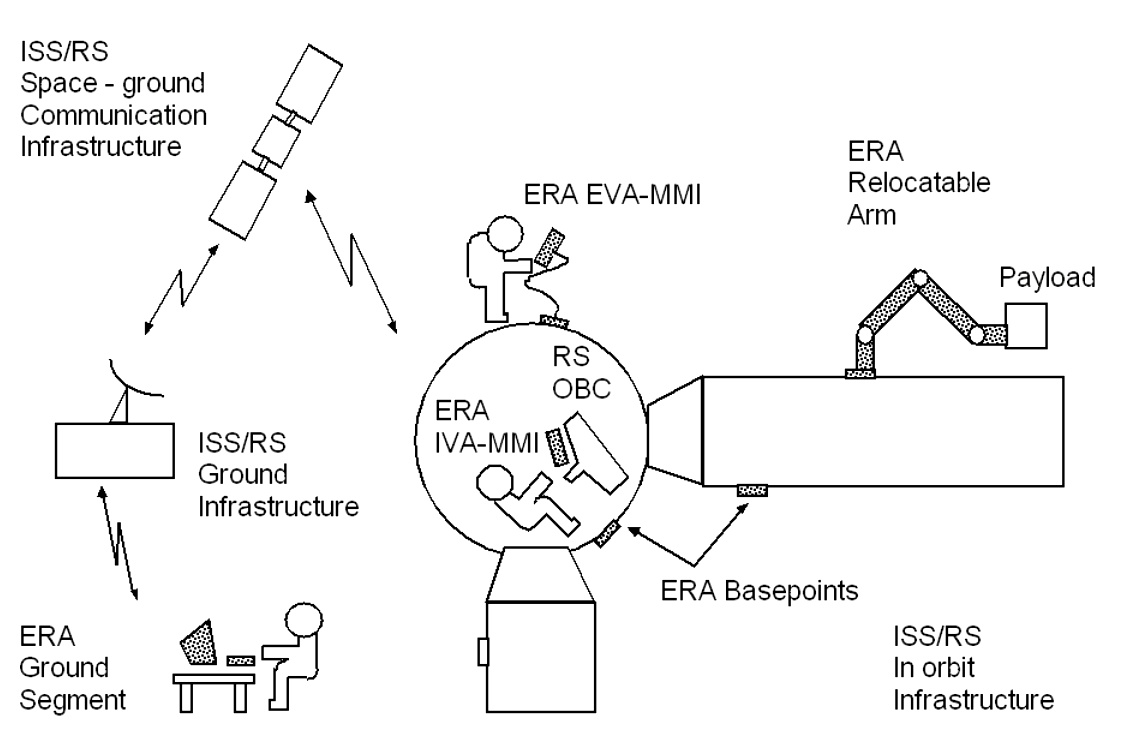
Interfejsy ERA: sterujący i danych

Kosmonauci będą mogli kontrolować robota zarówno z wewnątrz jak i na zewnątrz stacji. Sterowanie z wnętrza stacji kosmicznej (Intra Vehicular Activity-Man Machine Interface, IVA-MMI) będzie się odbywać poprzez laptop z programem ukazującym wirtualny model ERA wraz z otoczeniem. Kontrola na zewnątrz stacji (Extra Vehicular Activity-Man Machine Interface, EVA-MMI) będzie możliwa dzięki specjalnie zaprojektowanemu interfejsowi, umożliwiającemu obsługę urządzenia w skafandrze kosmicznym.

## Budowa ERA
European Robotic Arm składa się z:
- dwóch symetrycznych ogniw, o długości około 5 metrów każde, wykonanych z włókien węglowych i aluminium (rys: LIMBS),
- dwóch identycznych mechanizmów chwytających (rys: EE, End Effectors) zdolnych również do przesyłania danych i zasilania,
- dwóch „nadgarstków” (każdy z trzema przegubami),
- jednego przegubu, pełniącego funkcję łokcia,
- jednego centralnego komputera sterującego, znajdującego się wewnątrz ramienia (rys: ECC, Central Control Computer),
- czterech kamer telewizyjnych i zespołów oświetlenia (rys: CLU, Camera and Lighting Units).

## Dane techniczne
- Długość: 11,3 m
- Masa: 630 kg
- Udźwig: 8 ton
- Maksymalna prędkość końcówki manipulatora: 0,1 m/s
- Dokładność pozycjonowania: 5 mm
- Pobierana moc (średnia): 475 W (120 V DC)
- Pobierana moc (przy max. obciążeniu): 800 W (120 V DC)